# Campagnes des trois antis et des cinq antis

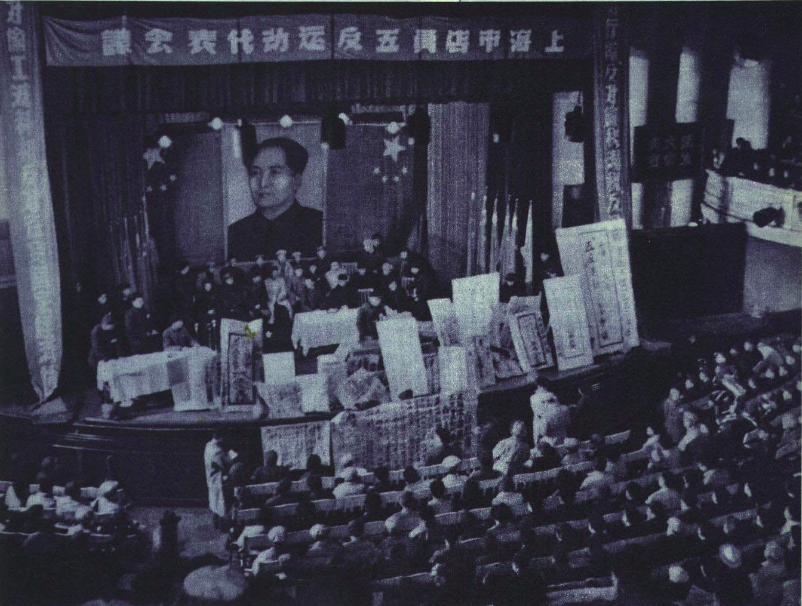
La conférence des représentants de la campagne à Shanghai (1952).

La campagne des trois-anti (1951) et la campagne des cinq-anti (en chinois : 三反五反, Sān fǎn-Wǔ fǎn) sont des mouvements de réformes entrepris par Mao Zedong peu de temps après l'établissement de la république populaire de Chine. Ils visaient à nettoyer les villes chinoises de la corruption et des « ennemis de l'État. » Ces campagnes eurent pour conséquence de consolider le pouvoir de Mao et en ciblant en particulier les opposants politiques et les capitalistes. Les campagnes ont eu un impact négatif sur l'économie de grandes villes comme Shanghai, Tianjin et Chongqing,,,. De nombreux hommes d'affaires se sont suicidés; rien qu'à Shanghai, du 25 janvier au 1er avril 1952, au moins 876 personnes se sont suicidées,,.

## La campagne des trois antis
La campagne des trois antis est lancée en Mandchourie en 1951 par Gao Gang, elle visait les membres du Parti communiste chinois, les anciens membres du Kuomintang et les officiels bureaucratiques qui n'étaient pas membres du parti.

## La campagne des cinq antis
La campagne des cinq antis est lancée en janvier 1952 et vise en particulier les capitalistes :
- contre la corruption ;
- contre le vol de propriété de l'État ;
- contre l'évasion fiscale ;
- contre la fraude sur les marchés publics ;
- contre l'État stationnaire.

Environ 20 000 cadres et 6 000 travailleurs formés à l'étranger ont commencé à espionner les affaires de leurs concitoyens, soutenus par les médias en accord avec les politiques gouvernementales.

## Conséquences
Les campagnes ont eu un impact négatif sur l'économie de grandes villes comme Shanghai, Tianjin et Chongqing,,,. 
Les victimes de ces campagnes ont été pour certaines exécutées ou d'autres envoyées dans des camps de travail. Mao déclare « Nous devons probablement exécuter 10 000 à plusieurs dizaines de milliers d'escrocs de la nation avant que nous puissions résoudre le problème. » De nombreux hommes d'affaires se sont suicidés; rien qu'à Shanghai, du 25 janvier au 1er avril 1952, au moins 876 personnes se sont suicidées,,.
Le gouvernement chinois révèle par ailleurs qu'il ne protégera plus le secteur privé et que les capitalistes chinois n'auront pas de meilleur traitement que les capitalistes étrangers. La guerre de Corée (1950-1953) conduit en revanche à une nouvelle émergence de la classe capitaliste, aboutissant à de nouvelles campagnes de la part du PCC dans les années suivantes.